# Touchback
Il touchback è una regola del football americano applicata dall'arbitro quando il pallone, portato nella end zone avversaria dalla squadra in attacco, viene recuperato dall'altra squadra e non avanzato. La regola prevede che il possesso di palla passi alla squadra che l'ha recuperata la quale inizierà il drive dalle proprie 25 iarde.
La regola del touchback non è applicabile per i tentativi falliti di field goal (per i quali il gioco riprende con la palla in possesso della squadra che ha ricevuto il calcio dal punto in cui questo è stato effettuato) o per i passaggi incompleti (che comportano semplicemente la perdita del down).
Il touchback può verificarsi in diverse situazioni:
- Un kickoff che finisce in end zone e non viene ritornato, oppure attraversa la end zone e ne esce.
- un punt che finisce in end zone e non viene ritornato o viene toccato in end zone da un giocatore della squadra che lo ha effettuato.
- un fumble del portatore di palla che fa finire la palla nella end zone avversaria e questa, o esce dal campo, o viene recuperata dall'altra squadra senza essere ritornata.
- un intercetto  nella propria end zone non ritornato.